# Asdrúbal Hernández
Félix Asdrúbal Padrón Hernández (ur. 13 marca 1991 w Las Palmas) – hiszpański piłkarz występujący na pozycji napastnika w AD Alcorcón.